# T-84主戰坦克
T-84主戰坦克是烏克蘭在蘇聯解體後，根據T-80UD主力戰車研發的改良型坦克，由哈尔科夫-莫洛佐夫機械製造設計局（Karkiv-Morozov Machine Building Design Bureau, KMDB）設計製造。重量48吨，有较好的防御能力。

## 設計

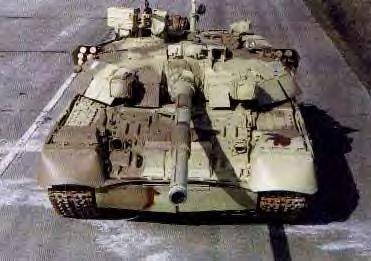
初期型
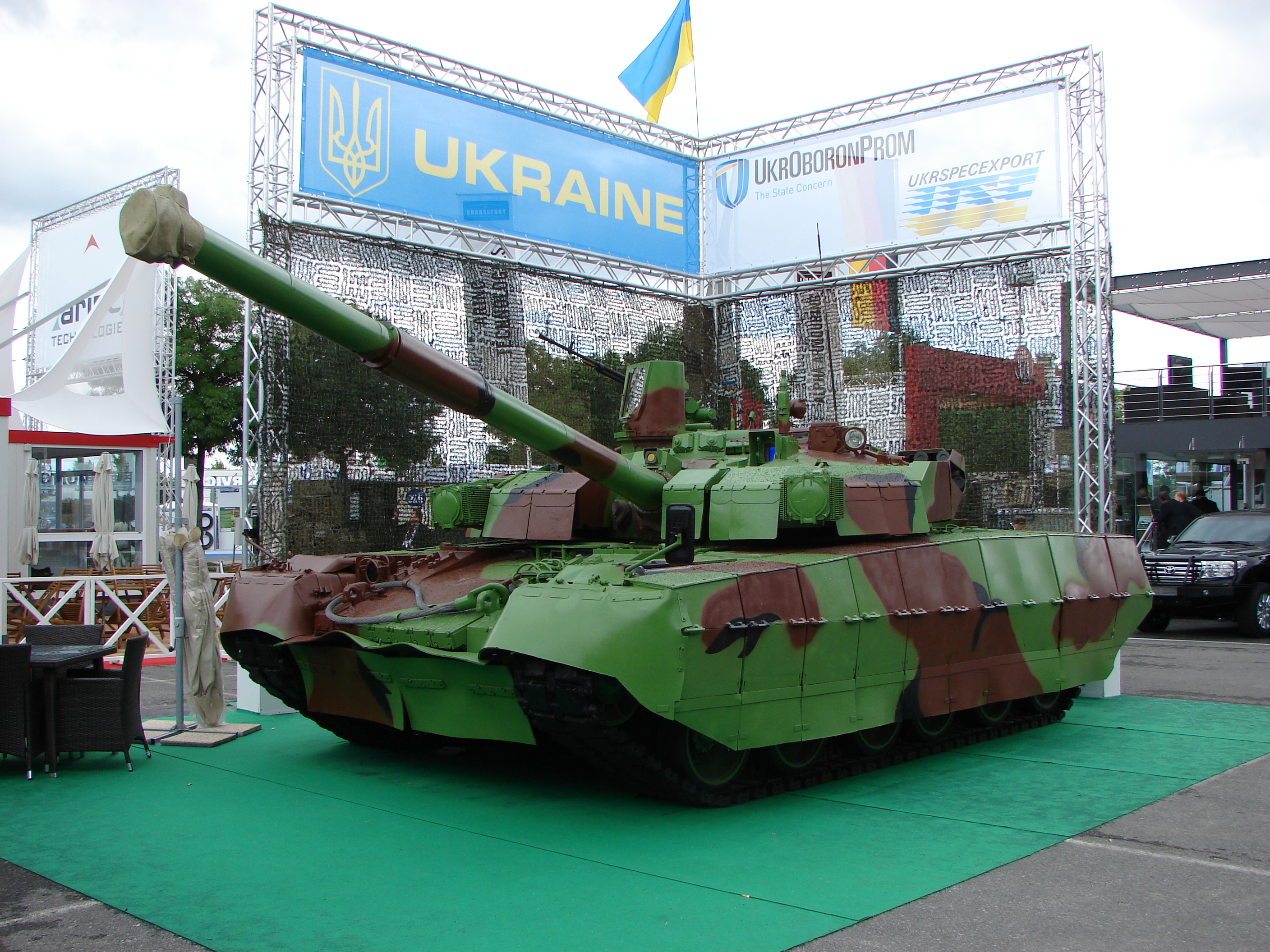
2012歐洲防務展上的綠迷彩T-84
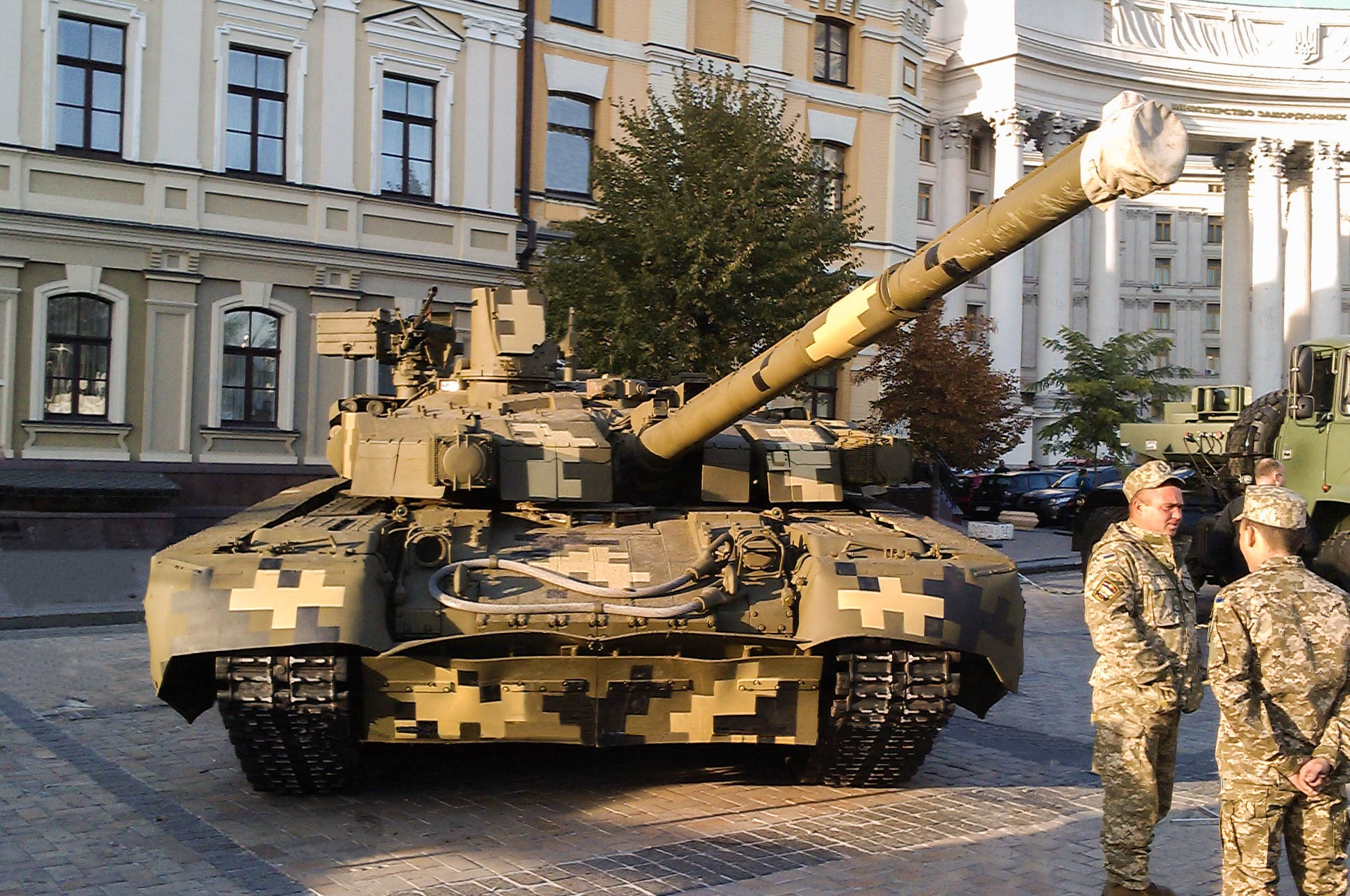
褐迷彩T-84
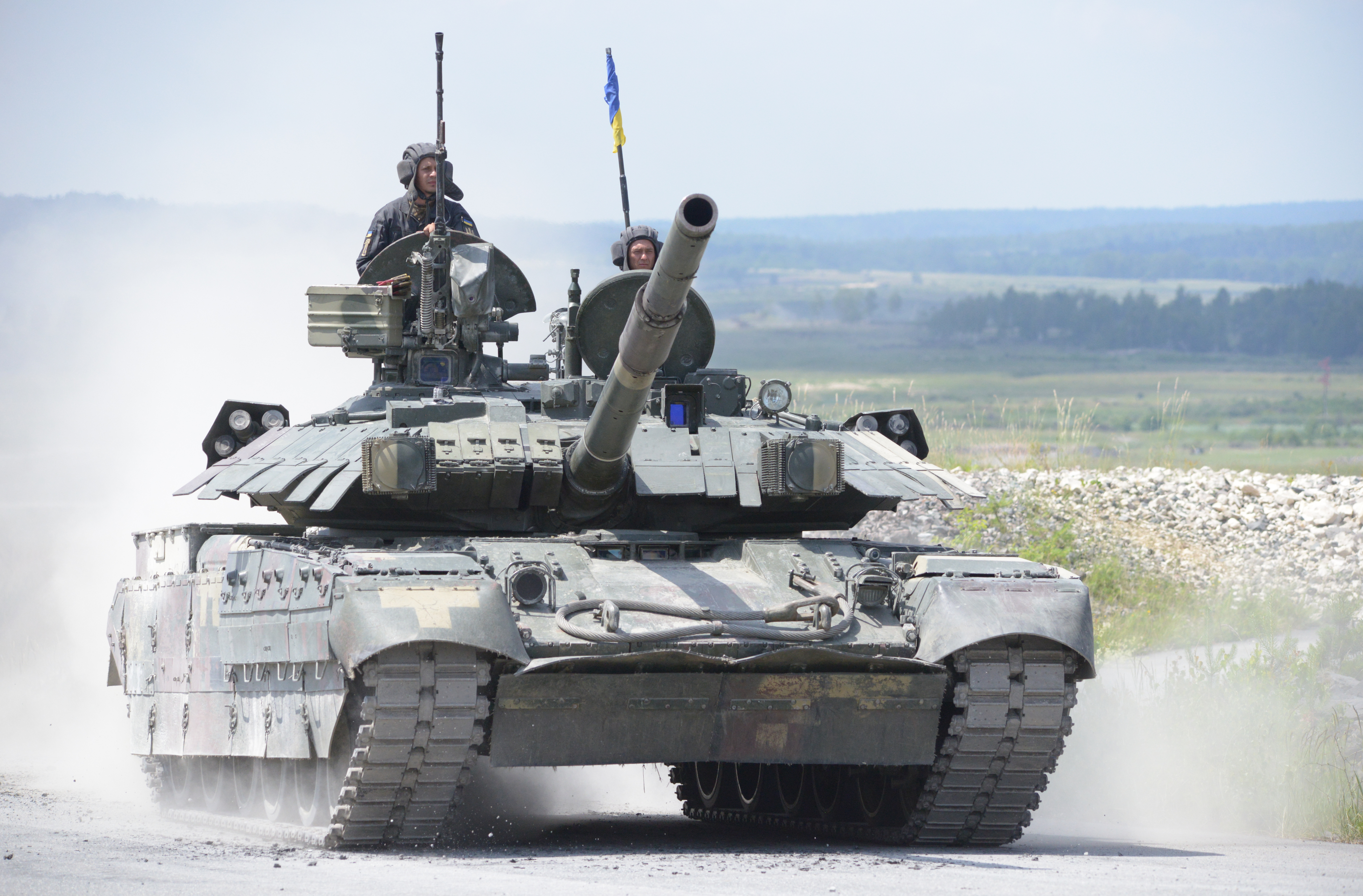
2018年T-84U
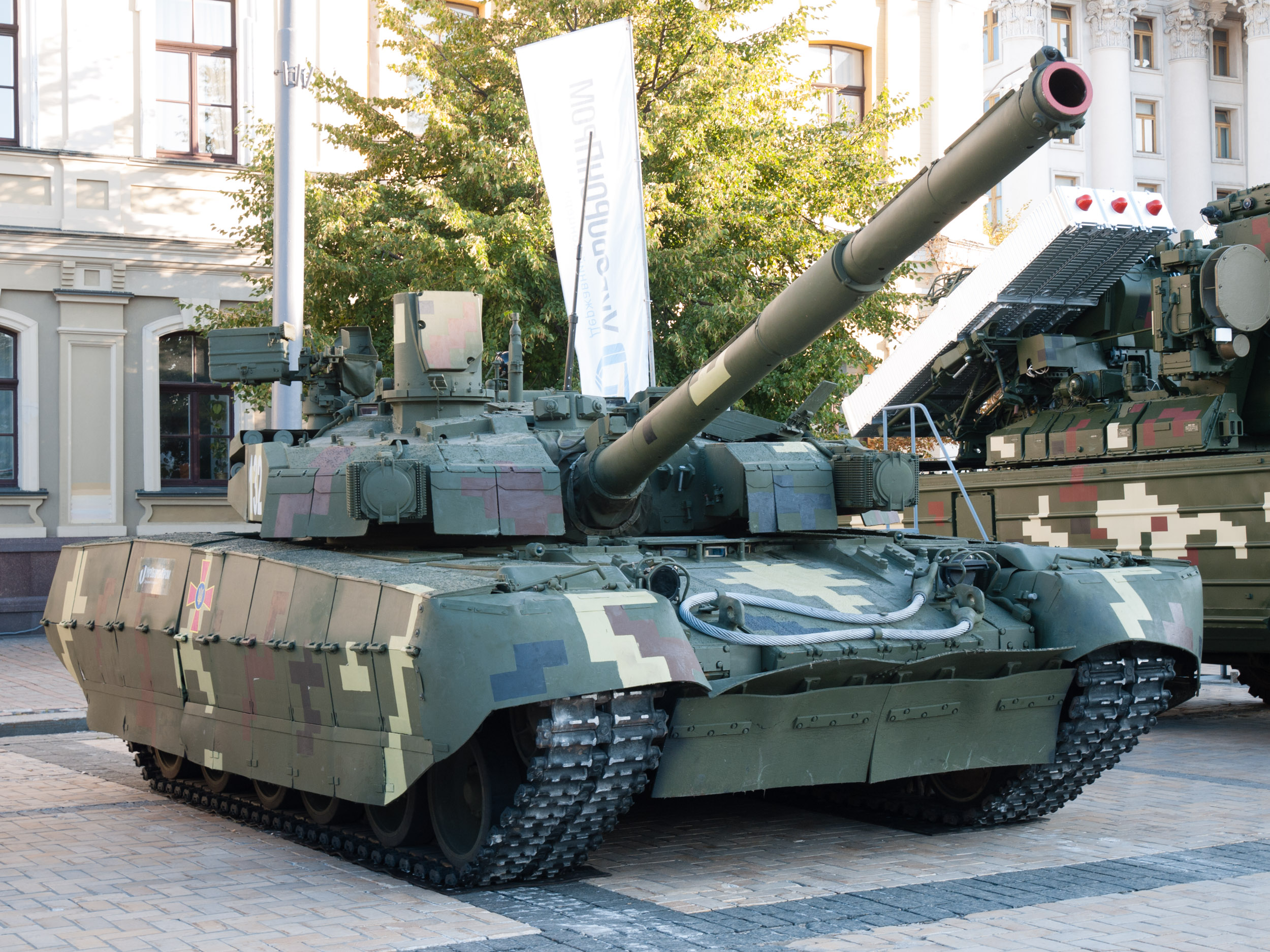
2018年T-84 Oplot-M

蘇聯解體前，烏克蘭境內的馬雷舍夫工廠已經從T-64主力戰車轉換量產T-80主力戰車，但是從馬雷舍夫工廠的戰車工程師團隊來講，T-80系列使用的燃氣渦輪發動機正好是它性能不穩定的癥結點，因此馬雷舍夫工廠在1975年即開始研究將T-64系列使用的二行程水平對置活塞柴油引擎移植進T-80車體的構想，也就是278工程（Object.278）。雖然在問世初期因蘇聯國防部長德米特里·烏斯季諾夫對燃氣渦輪發動機的偏愛而沒有後續計畫，但隨著烏斯季諾夫在1984年病逝後，1985年9月蘇聯政府批准馬雷舍夫工廠研發換用柴油引擎的T-80U，也就是478A工程（Object.478A），478A工程換用了增加一組對置汽缸的6TD柴油引擎，引擎的最大輸出馬力增強到1,200匹。經過一系列修改，在1986年計畫進入量產的版本稱為478B工程，原本馬雷舍夫工廠想為這款戰車爭取新的編號（T-84），但是因為整體改變並沒有大到足以成為單獨型號，這個構想受到蘇聯陸軍的反對，最後以T-80UD的名稱量產。
在蘇聯解體後，馬雷舍夫工廠保有T-80UD的量產線，但部分零件供應鏈在俄羅斯境內，促使馬雷舍夫工廠從1992年開始進行全自產化的改良戰車，稱為478BK工程（Object 478BK）。478BK工程與前一版本最大的差別是採用了焊接砲塔取代在基洛夫工廠生產的鑄造炮塔，炮塔內的複合材料夾層材質設計沿襲T-80UD的陶瓷金屬複合架構，外覆T-80U運用的接觸5型爆炸反應裝甲，並加裝蘇聯時代開發的窗簾1型反戰車飛彈干擾裝置，這個版本在1995年出廠，稱為T-84堡壘式戰車。
烏克蘭陸軍在1999年決定採用T-84戰車，但是在1996年烏克蘭外銷巴基斯坦T-80UD戰車時，因俄羅斯拒絕提供部分零件，因此烏克蘭使用部分T-84的技術和零件完成該批戰車訂單。
由於烏克蘭政府長期經濟拮据，採購T-84的進度遲緩，最終採購數量不超過10輛，馬雷舍夫工廠因此持續進行T-84的改良試圖擴展外銷。2009年，馬雷舍夫工廠推出T-84U「堡壘M」。堡壘M承襲了T-84的動力與主要武器，並使用電渣重熔製程鋼材製造車體與裝甲用的滾軋鋼板，在降低鋼板內的磷、硫與雜質後，烏克蘭聲稱同等厚度鋼板防禦力較以往型號要為提升，主要改良點是換用配有熱影像儀的PNK-6車長觀測儀，並以國產品替換蘇聯產製的複合材料裝甲夾層材質，爆炸反應裝甲也更換為國產的利刃爆炸反应装甲，其號稱能大幅增加防禦力。
發動機最大可輸出1,200匹，這使T-84具有優異的越野性能，馬力重量比高達26匹／噸。T-84 Oplot的衍生型Yatagan採用配備120毫米滑膛炮的加長型焊接炮塔，內含有自動裝彈機可發射北約標準規格的120毫米坦克砲彈。T-84配備一門48倍徑的125毫米KBA-3滑膛炮，能夠發射尾翼穩定脫殼穿甲彈、破甲彈、破片彈（HE-Frag）與雷射制導導彈。發射3VBM17穿甲彈時，砲口初速可達到1,700米／秒。全車總共能夠攜帶40枚砲彈，其中28枚存放在炮塔底下的自動裝彈機旋轉盤。T-84配備一挺7.62毫米同軸機槍，另外有一挺可從車內操縱的12.7毫米防空機槍可供車長使用。

## 生產問題
2014年後，烏克蘭因克里米亞問題與俄羅斯持續發生武裝衝突，俄國除軍事打擊外，也對烏克蘭採取政治作戰等手段破壞其生產能量和人才供給，加上工廠受到經費緊張及戰火波及，導致生產速度緩慢，使T-84的產量和品質嚴重下降。泰國的訂單就因而無法準時交貨，使交貨時程延後到2018年完成，且勉強交貨的戰車品質與計劃書中所述嚴重不符，更被發現部分零件是從舊蘇聯遺留的戰車上拆下裝配，最終泰國取消餘下訂單。
2018年強壯歐洲戰車挑戰賽，烏克蘭首度以T-84出賽意圖平反本國軍火工業聲望，不料T-84以極差表現位居八國中最後一名，例如自動裝彈機品質不佳，供電機制有問題，導致參加比賽的4輛坦克裡，有3輛出現砲彈無法正確裝填；另一個問題是射控系統穩定性不足，經常出現故障必須轉為手動操作，如果面對超過一公里的目標，就不能準確瞄準準目標，因此T-84在射擊比賽中原本準備了40枚砲彈，最終因為瞄準時間太長而只發射了16枚。

## 型號
- T-84 - 烏克蘭將T-80UD升級而成，裝有新型焊接炮塔及電子對抗系統、1200匹（895千瓦）6TD-2柴油引擎及動力輔助裝置。
- T-84U - 烏克蘭將T-84升級而成，裝有新型側面裝甲擋板、炮塔裝有 爆炸反應裝甲、動力輔助裝置、熱影像瞄準裝置、衛星導航系統、指揮官雷射測距儀、砲口制退裝置及其他改進。
- T-84 Oplot - T-84U裝有西方炮塔的版本，125毫米主炮。T-84 Oplot裝有分隔人員和彈藥的新型焊接炮塔、自動裝彈機，小量裝備烏克蘭軍隊。
- T-84-120 Yatagan - 原型送交土耳其軍隊作評價及測試（土耳其命名為KERN2-120）。T-84-120 Yatagan裝有120毫米主炮，發射北約120毫米彈藥（M829 DU系列）及特制的120毫米型AT-11狙擊兵反坦克導彈，亦裝有自动变速器、T型棒駕駛控制器、空調系統、projectile muzzle velocity sensor及改良型火控系統、通信裝置及其他改進。
- BM堡壘— 堡壘式戰爭在21世紀的改良型，曾獲得泰國訂單，但是未能履約而被取消。
- BREM-84 - 裝甲回收車
- BMU-84 - 裝甲架橋車
- BTMP-84 重型步兵戰車 - 原型由T-84 Oplot改進而成，裝有延長車殼，增加負重輪，內部可容納5名步兵。
- 12噸裝甲運輸車

## 使用國
- 乌克兰 - 10辆Oplot-M型。
- 泰國 - 2011年3月为止採購54辆，包括5辆Oplot-M型。取消後續訂單，改採購中國VT-4主戰坦克，最終在2018年3月全部出貨完畢[6]。
- 美国 - 1輛，用於技術分析和作戰部隊訓練[7]

## 外部連結
- （英文）-卡爾可夫-莫洛佐夫機械製造設計局（页面存档备份，存于）—Oplot（页面存档备份，存于），Yatagan（页面存档备份，存于）。
- T-84於泰國陸軍（页面存档备份，存于）

| 论 编 | 二戰後歐洲裝甲戰鬥車輛 |